# Achtubinsk

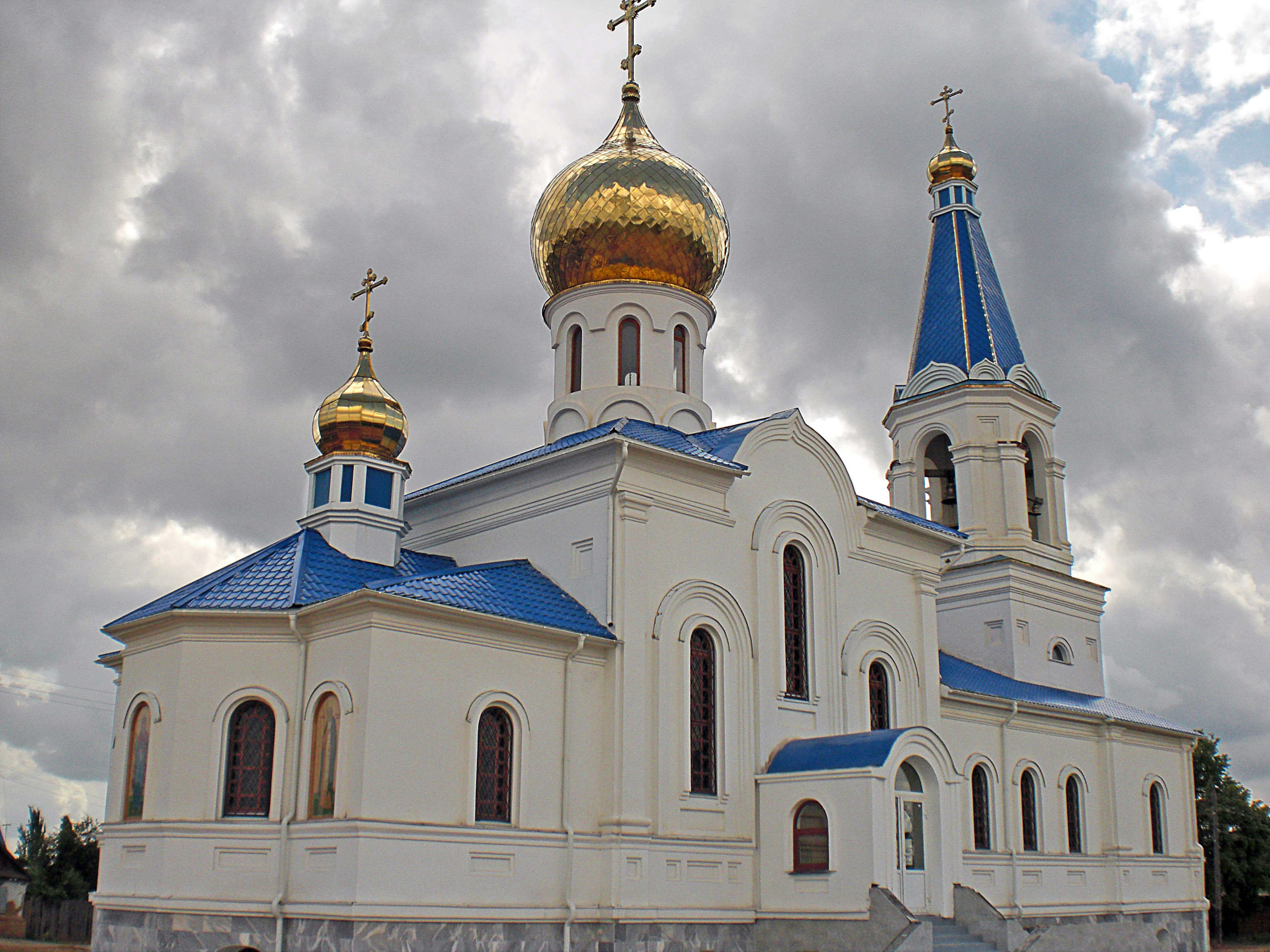
Cerkiew Włodzimierskiej Ikony Matki Bożej

Achtubinsk (ros. Ахту́бинск) – miasto w Rosji, w obwodzie astrachańskim, nad Achtubą. 42 642 mieszkańców (2008). Miejscowość założono w 1956 r., tego samego roku nadano prawa miejskie.
W mieście rozwinął się przemysł spożywczy oraz materiałów budowlanych. W Achtubinsku remontuje się statki.
Miasto powstało z połączenia 3 wsi i osiedla wojskowego.
Od 2013 r. siedziba eparchii achtubińskiej.
Znajduje się tu też dyrekcja Rezerwatu przyrody „Bogdinsko-Baskunczakskiego”.
W Achtubinsku znajduje się duża baza rosyjskiego lotnictwa wojskowego. Podczas rosyjskiej inwazji na Ukrainę, w nocy 7/8 czerwca 2024 roku baza została zaatakowana przez ukraińskie drony, które uszkodziły jeden samolot nowej generacji Su-57.